# Rafael Casanova de Alba
Rafael Casanova de Alba (nacido en Coria del Río, Sevilla, el 22 de octubre de 1993) es un jugador de baloncesto español que mide 1,94 metros y su posición en la cancha es la de escolta. Actualmente juega de en el Club Bàsquet Sant Antoni que compite en Segunda FEB.

## Trayectoria
Rafa Casanova es natural de Coria del Río, Sevilla y se formó en la cantera del Cajasol Sevilla por el que pasó por todas las categorías inferiores del club, hasta debutar con el filial de Liga EBA en 2009, donde jugaría durante 3 temporadas antes de formar parte de la Canarias Basket Academy en 2012-13.
En 2013 inicia su formación académica en Estados Unidos, donde jugó durante dos temporadas en Cuesta College en la liga JUCO College Americana. Posteriormente recala en la Universidad Tecnológica de Florida con la que jugaría la División II de la NCAA, con los Florida Tech Panthers entre 2015 y 2017, disputando en total 53 partidos en los que registró una media de 5.6 puntos. 
En la temporada 2017-18 regresa a España para jugar en el Zornotza Saskibaloi Taldea de Liga EBA, en el que promedia 12,2 puntos por partido con un acierto del 65 % en tiros de 2 y un 42 % en tiros de 3 para una valoración media de 12,7. Debido a su buen rendimiento, hizo que tras 13 partidos el jugador sevillano firmara por el Club Baloncesto Plasencia de Liga LEB Plata, en el que acabaría la temporada.
En la temporada 2018-19, firma por el Aquimisa Carbajosa de Liga EBA.
En verano de 2019, firma por el Club Baloncesto Ciudad de Ponferrada de Liga LEB Plata, en el que jugaría durante dos temporadas. En la temporada 2020-21, el sevillano disputó 24 partidos en la liga regular, promediando 14,1 puntos, 3,3 rebotes, 2 asistencias para un total de 11,5 créditos de valoración en sus casi 24 minutos por partido.
El 20 de septiembre de 2021, firma por el Levitec Huesca de la Liga LEB Oro, con el que promedió 9,4 puntos por encuentro, no pudiendo evitar el descenso de categoría.
El 21 de octubre de 2022, firma un contrato temporal con el Oviedo Club Baloncesto de la liga LEB Oro. El 22 de noviembre de 2022, el club ovetense y el jugador ponen fin a su contrato. Más tarde, el 21 de febrero de 2023, firma por el Club Bàsquet Sant Antoni de LEB Plata, donde termina la temporada 2022-23 promediado 12.5 puntos por encuentro. 
El 16 de agosto de 2023, firma por el Basket Taranto que compite en la Serie B, la tercera categoría del baloncesto italiano, donde inicia la temporada 2023-24. Tras disputar 14 partidos en los que promedió 6.1 puntos y 3.2 rebotes, finaliza su compromiso en Italia y el 21 de febrero de 2024 firma por el Club Bàsquet Sant Antoni que compite en la LEB Plata. Allí completa la temporada registrando 3.4 puntos en los 12 partidos en los que participó.